# يحتاج الأمر إلى لص (مسلسل 1968)
يحتاج الأمر إلى لص (بالإنجليزية: It Takes a Thief) هو مسلسل أمريكي من نوع الأكشن والمغامرة، عرض على شبكة ABC لمدة ثلاثة مواسم بين عامي 1968 و1970. يشارك في المسلسل روبرت واغنر في أول ظهور تلفزيوني له بدور اللص المتطور ألكسندر ماندي، الذي يعمل لصالح الحكومة الأمريكية مقابل إطلاق سراحه من السجن. خلال معظم فترات المسلسل، لعب مالاكي ثرون دور نوح باين، رئيس ماندي.
كان المسلسل من بين آخر الأعمال في نوع مسلسلات التجسس في الستينات، رغم أن مسلسل "مهمة مستحيلة" استمر لعدة سنوات إضافية. يحتاج الأمر إلى لص استلهم من فيلم عام 1955 "لص على لص"، الذي أخرجه ألفريد هتشكوك. وكل من العنوانين يستندان إلى المثل الإنجليزي "ضع لصًا للإمساك بلص" (أو كما يُقال أكثر "يحتاج الأمر إلى لص للإمساك بلص"). وفقًا لسيرة روبرت واغنر الذاتية قطع من قلبي (2008)، استشار واغنر الممثل كاري غرانت، الذي مثل في لص على لص، حول كيفية أداء دور ألكسندر ماندي.

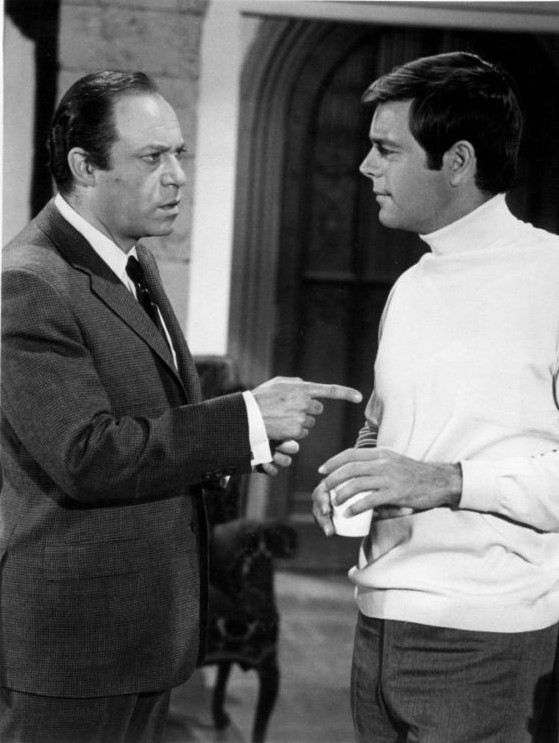
مالاكي ثرون وروبرت واغنر في "يحتاج الأمر إلى لص"

## فكرة المسلسل الأساسية
يعرض المسلسل مغامرات اللص ألكسندر ماندي، الذي يسرق لتمويل حياته كعاشق ومترف. أثناء قضائه عقوبته في سجن سان جوبل، يعرض عليه جهاز الاستخبارات الأمريكي الخيالي (SIA) صفقة: يسرق لصالح الحكومة مقابل حريته. في بداية المسلسل، يظهر رئيسه في الـ SIA، نوح باين، قائلاً: "لا أطلب منك أن تكون جاسوسًا، بل أطلب منك أن تسرق".
بدأت السلسلة بحلقة تجريبية بعنوان "لص هو لص هو لص" التي تحولت لاحقًا إلى فيلم. في الموسم الثالث، تم استبدال مالاكي ثرون بإدوارد بينز في دور رئيس ماندي في الـ SIA، وتم تصوير بعض الحلقات في أوروبا. كما ظهر فريد أستير بدور والد ألكسندر، أليستير ماندي، في خمس حلقات. ظهر أيضًا العديد من الضيوف المميزين مثل سوزان سانت جيمس، تشارلين هولت، وريكاردو مونتلبان، إضافة إلى نجوم هوليوود مثل بيت ديفيس وجوزيف كوتين.

## الممثلون الرئيسيون
روبرت واغنر في دور ألكسندر ماندي
مالاكي ثرون في دور نوح باين
إدوارد بينز في دور والي باويرز